# Tell (Nablus)
Tell - en árabe: تل‎, Tall - es un municipio palestino de la gobernación de Nablus, en Cisjordania, al norte de la valle del Jordán, a 5 kilómetros al suroeste de Nablus. Según la Oficina Central Palestina de Estadísticas tenía una población de 4.334 habitantes en 2006. La mayoría de sus habitantes trabajan en la agricultura recogiendo higos y aceitunas.

## Historia
Según el censo de Palestina de 1931, ordenado por las autoridades del Mandato Británico de Palestina, Tell tenía 209 casas ocupadas y una población de 803 musulmanes.

## Personajes ilustres
- Mohammad Shtayyeh